# Архиепархия Уханя
 Архиепархия Уханя  (лат. Archidioecesis Hancheuvensis) — архиепархия Римско-Католической церкви с центром в городе Ухань, Китай. В митрополию Уханя входят епархии Ичана, Лаохэкоу, Пуци, Сянфаня, Учана, Ханьяна, Цичжоу, Шинаня. Кафедральным собором епархии Уханя является церковь святого Иосифа в городе Ухань.

## История
15 октября 1696 года Римский папа Иннокентий XI выпустил бреве E sublimi Sedis, которым учредил апостольский викариат Хугуана, выделив его из апостольского викариата Нанкина (сегодня — Архиепархия Нанкина). В 1762 году апостольский викариат Хукванга объединился с апостольским викариатом Шаньси (сегодня — Епархия Луаня) и апостольским викариатом Шэньси (сегодня — Епархия Яньаня). В 1838 году апостольский викариат Хугуана был вновь воссоздан.
8 апреля 1856 года апостольский викариат Хугуана передал часть своей территории новому апостольскому викариату Хунани (сегодня — Архиепархия Чанша) и был переименован в апостольский викариат Хубэя.
12 сентября 1870 года Римский папа Пий IX издал бреве Quae Christianae rei, которым передал часть территории апостольского викариата Хубэя новым апостольским викариатам Юго-Западного Хубэя (сегодня — Епархия Ичана) и Северо-Западного Хубэя (сегодня — Епархия Лаохэкоу) и одновременно переименовал апостольский викариат Хубэя в апостольский викариат Восточного Хубэя.
12 декабря 1923 года апостольский викариат Восточного Хубэя передал часть своей территории апостольской префектуре Ханьяна и Пуци, одновременно был переименован в апостольский викариат Уханя.
В 1929 и 1937 годах апостольский викариат Уханя передал часть своей территории миссии Sui iuris Хуанчжоу (сегодня — Епархия Цичжоу) и апостольской префектуре Суйсяня.
11 апреля 1946 года Римский папа Пий XII издал буллу Quotidie Nos, которой преобразовал апостольский викариат Уханя в архиепархию.

## Ординарии епархии
- епископ Giovanni Francesco de Nicolais (20.10.1696 — 27.12.1737)
- епископ Giacomo Luigi Fontana (? — 1838)
- епископ Giovanni Domenico Rizzolati (30.08.1839 — 8.04.1856)
- Luigi Celestino Spelta (8.04.1856 — 2.09.1862)
- епископ Eustachio Vito Modesto Zanoli (2.09.1862 — 17.05.1883)
- епископ Vincenzo Epiphane Carlassare (18.06.1884 — 24.07.1909)
- епископ Graziano Gennaro (24.07.1909 — 1924)
- епископ Eugenio Massi (26.01.1927 — 10.12.1944)
- епископ Giuseppe Ferruccio Maurizio Rosa (26.07.1946 — 8.08.1961)
  - Sede vacante (с 8.08.1961 — по настоящее время)

## Источник
- Annuario Pontificio, Libreria Editrice Vaticana, Città del Vaticano, 2003, ISBN 88-209-7422-3
- Бреве E sublimi Sedis, Raffaele de Martinis, Iuris pontificii de propaganda fide. Pars prima, II, Romae 1889, стр. 158  (лат.)
- Бреве Quae Christianae rei, Pii IX Pontificis Maximi Acta. Pars prima, Vol. V, Romae 1871, стр. 233  (лат.)
- Булла Quotidie Nos, AAS 38 (1946), стр. 301 Архивная копия от 27 марта 2010 на Wayback Machine  (лат.)